# Oost-Fries Nedersaksisch

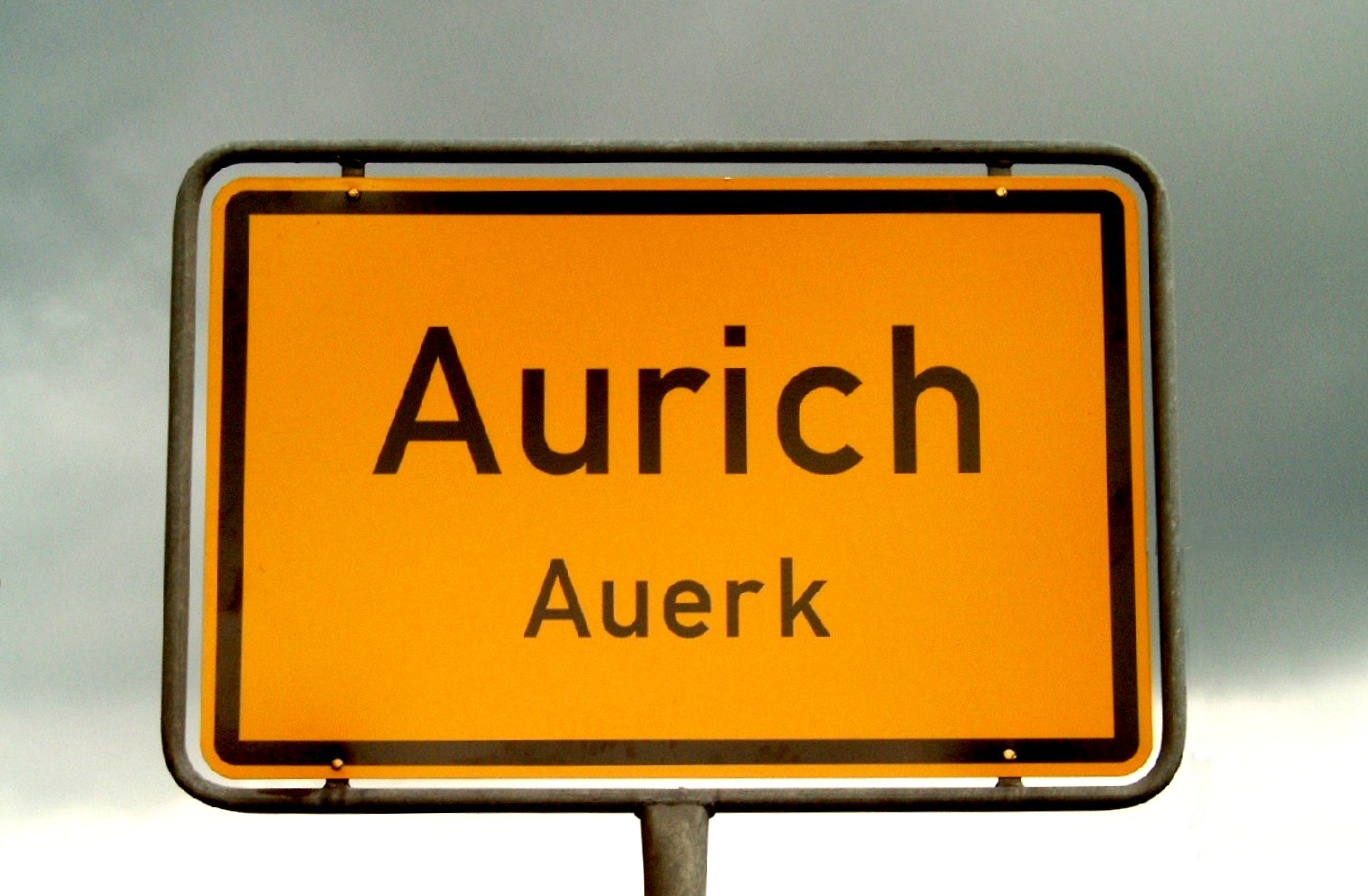
Tweetalig plaatsnaambord van Aurich, de op één na grootste stad van Oost-Friesland: Duits en Oost-Fries Nedersaksisch

Oost-Fries Nedersaksisch (ook: Oost-Fries (plat), Oost-Fries: Oostfreesk, Oostfräisk) dat tot de Nedersaksische taal, binnen de Nederduitse taalfamilie behoort, is het dialect dat in de Duitse regio Oost-Friesland gesproken wordt. Door ontfriezing verdween in de late middeleeuwen het Oosterlauwers Fries uit Oost-Friesland (naar het zuiden).
Doordat er vroeger Oosterlauwers Fries werd gesproken in het gebied is er sprake van een Fries substraat. Ook het Nederlands en het Frans hebben in de tijd van het Koninkrijk Holland (1806-10), een grote invloed gehad op het Oost-Fries. In die tijd hoorde Oost-Friesland bij het Koninkrijk Holland, dat op zichzelf weer onder Frans gezag stond.
Het Oost-Fries is verwant aan het Emslands, Oldenburgs en in het bijzonder aan het Gronings, dat ook een Fries substraat heeft. Zo komt het (Oost-Friese) dialect ten westen van Leer vrijwel overeen met het (Groningse) Oldambtsters. De variëteiten van Groningen en Oost-Friesland kunnen als één dialectgebied gezien worden.
Door de invloed van het Hoogduits neemt het aantal sprekers van het Oost-Fries Nedersaksisch af. Ongeveer 50% van de Oost-Friese bevolking spreekt het dialect dagelijks.

## Dialecten
De dialecten bestaan uit een klankverschuiving:
- 1. Auerk, Emden, Brookmerland, Krummhörn: au (Standard)
- 2. Leer, Rheiderland en Westoverledingen: eau
- 3. Rhauderfehn, Ostrhauderfehn, Jümme, Großefehn: öy
- 4. Harlingerland: ou

Het eerste voorbeeld is de algemene schrijfwijze die in elk dialect gehanteerd wordt. De voorbeelden per dialect zijn gebaseerd op uitspraak.
- 1. Mauder, dau mii däi bauken, ik maut nóó d' skaul tau.
- 2. Meauder, deau mii däi beauken, ik meaut nóó d' skeaul teau.
- 3. Möyder, döy mii däi böyken, ik möyt nóó d' sköyl töy.
- 4. Mouder, dou mii däi bouken, ik mout nóó d' skoul tou.